# Purkung
Der Purkung (auch Purkhang) ist ein Gipfel im Himalaya in Nepal.
Der Purkung besitzt eine Höhe von 6120 m und befindet sich im Gebirgsmassiv Damodar Himal nördlich des Gebirgspasses Thorong La. 3,07 km ostsüdöstlich liegt der 6465 m hohe Putrun Himal. 4,76 km westlich erhebt sich der Yakawa Kang.  
Der Purkung wurde am 16. August 2004 von einer japanischen Bergsteigergruppe (Satoru Endo, Hiroyasu Hatsushika, Yuichiro Ishihara, Teruyuki Iwasaki, Chizuko Kono, Teruaki Kubo, Kazuko Takano und Hiroshi Yumoto sowie die Sherpas Ang Kami, Da Chhemba, Geru, Lhakpa, Ongchu und Pem Tenji) erstbestiegen.